# ندای وظیفه: عملیات سیاه و سفید - زامبی‌ها
ندای وظیفه: عملیات سیاه- زامبی‌ها (انگلیسی: Call of Duty: Black Ops – Zombies) یک بازی ویدئویی تک‌نفره و چندنفره تیراندازی اول شخص برای سکوهای اندروید و آی‌اواس می‌باشد که توسط استدیوی بازی آیدیاوورکس توسعه و اکتیویژن نشر پیدا کرده است.